# Drosendorfer Einheit
Die Drosendorfer Einheit, aufgrund ihres vielfältigen Gesteinsbestands auch Bunte Serie genannt, ist eine geologische Einheit im mittleren Waldviertel in Niederösterreich. Sie gehört zur Moldanubischen Zone der Böhmischen Masse.

## Vorkommen
Sie tritt mit einem westlichen Hauptast, verlaufend von nahe Persenbeug über den Jauerling, Mühldorf, Lichtenau und Allentsteig bis vor Dobersberg, zutage und taucht mit einem östlicheren Vorkommen im Bereich des namensgebenden Drosendorf unter der überlagernden Gföhler Einheit auf.

## Zusammensetzung
Der Gesteinsbestand setzt sich enger Wechsellagerung („bunt“) aus metamorphen Paragneisen, Orthogneisen (z. B. der Dobra-Gneis), Marmoren, Graphitschiefern und diversen Grüngesteinen (z. B. Amphiboliten) zusammen, während die westlich anschließende Ostrong Einheit aus „monotonen“ Paragneisen mit untergeordnet Orthogneisen besteht.